# 国際医療福祉大学
国際医療福祉大学（こくさいいりょうふくしだいがく、英語: International University of Health and Welfare）は、日本の私立大学。栃木県大田原市に本部を置く学校法人国際医療福祉大学によって運営されている。略称は「国福大」

## 概観

### 大学全体
医療福祉専門職の養成とその地位向上をめざし、「日本初の医療福祉を専門とする総合大学」として、1995年（平成7年）に、栃木県大田原市に設立された。キャンパスは栃木県、千葉県、東京都、神奈川県に1か所ずつと福岡県に2か所の合計6キャンパスあり、本部のある栃木県を始め、千葉県、東京都、静岡県に合計7つの病院がある（関連法人の運営するものは除いた合計値）。
卒業生（国家試験合格者）は社会福祉協議会や医療機関、社会福祉施設などの社会福祉・医療分野や、行政、企業等の分野に就職している。
福岡県にもキャンパスがあるが、これは現在の福岡県大川市に元々あった眼科の医院が総合病院（グループの法人である医療法人社団高邦会による運営）となり、高邦会が国際医療福祉大学の設置母体となったことによる。このため、この大学と福岡県にある学校法人高木学園（この大学同様、高邦会が母体）、複数の医療法人・社会福祉法人などとともに「国際医療福祉大学・高邦会グループ」を構成する。
2016年4月、成田看護学部と成田保健医療学部の2学部からなる成田キャンパスが京成本線公津の杜駅前に開設、2017年4月には医学部が新設された。
2018年4月、東京赤坂キャンパスを開設。赤坂心理・医療福祉マネジメント学部の新設とあわせ、大学院のキャンパスを東京・青山から移転拡充した。

#### 成田における医学部新設
医療費抑制政策の一環として、日本国政府は1980年（昭和55年）から、医学部の新設を認めなかった。成田キャンパスの医学部は、国家戦略特区制度により新設が認められた。成田市は、新東京国際空港（成田空港）の地元という立地を生かした「医科系大学及び成田国際空港を核とした医療産業集積構想」を策定し、国家戦略特区による医療学園都市構想を提案していた。この構想の一部として、国際医療福祉大学が「国際医療福祉大学医学部設置準備委員会」を設立して医学部新設を検討した。
成田市が取得の市有地を無償貸与して補助金45億円を負担し、千葉県が補助金35億円を負担して、2017年（平成29年）4月に医学部が開設した。2020年には39科640床規模の国際的な附属病院もオープンした。
国際性を重視する特区認定の趣旨により、医学部は定員140人のうち20人が留学生枠。1年生後期から2年生にかけて、ほとんどの授業が英語で行われる。さらに6年次には4週間以上の海外臨床実習を義務付けるカリキュラムで、約30の国・地域に協力施設を確保している。

## 沿革

### 年表
- 1988年（昭和63年）4月 - 設立に向けて調査活動開始
- 1989年（平成元年）4月 - 「国際医療福祉大学設立構想委員会」発足
- 1992年（平成4年）12月 - 文部省（当時）の許可により「財団法人国際医療福祉大学設立準備財団」設立
- 1993年（平成5年）7月 - 学校法人の寄附行為認可申請ならびに大学設置認可申請（一次）
- 1994年（平成6年）
  - 6月 - 学校法人の寄付行為認可申請の一部変更、大学設置認可申請の一部変更申請（二次）
  - 12月 - 文部省（当時）より学校法人国際医療福祉大学並びに国際医療福祉大学の設置が認可される
- 1995年（平成7年）4月 - 国際医療福祉大学開学、保健学部（看護学科、理学療法学科、作業療法学科、言語聴覚障害学科、放射線・情報科学科）を開設
- 1997年（平成9年）4月 - 医療福祉学部（医療経営管理学科、医療福祉学科）を開設
- 1998年（平成10年）10月 - 国際医療福祉総合研究所を開設
- 1999年（平成11年）4月 - 大学院医療福祉学研究科保健医療学専攻修士課程を開設
- 2001年（平成13年）4月 - 大学院医療福祉学研究科保健医療学専攻博士後期課程および医療福祉経営専攻修士課程を開設
- 2002年（平成14年）
  - 4月 - 保健学部に視機能療法学科、医療福祉学部医療福祉学科に介護福祉士コースを開設
  - 7月 - 国際医療福祉大学附属熱海病院を開院
- 2003年（平成15年）4月 保健学部の言語聴覚障害学科を言語聴覚学科に改称
- 2005年（平成17年）
  - 3月 - 国際医療福祉大学附属三田病院を開院
  - 4月 - 大田原キャンパスに薬学部薬学科（4年制）を、福岡県大川市にリハビリテーション学部（理学療法学科、作業療法学科）を開設
- 2006年（平成18年）4月 薬学部を6年制に改組。神奈川県小田原市に小田原保健医療学部（看護学科、理学療法学科、作業療法学科）を開設
- 2007年（平成19年）
  - 2月 医療法人社団平成記念会国際医療福祉病院を学校法人国際医療福祉大学が継承し、国際医療福祉大学病院として開設。介護老人保健施設マロニエ苑、にしなすの総合在宅ケアセンターが附属施設となる。国際医療福祉大学附属熱海病院を国際医療福祉大学熱海病院に、国際医療福祉大学附属三田病院を国際医療福祉大学三田病院に改称
  - 4月 - 保健学部を保健医療学部に、リハビリテーション学部を福岡リハビリテーション学部に名称変更。福岡リハビリテーション学部に言語聴覚学科を開設。大学院医療福祉学研究科に臨床心理学専攻修士課程を開設
  - 8月 - 自治医科大学と連携し、平成19年度文部科学省「がんプロフェッショナル養成プラン」に採択される。
- 2008年（平成20年）4月 大学院に文部科学省の「がんプロフェッショナル養成プラン」に基づく3コース（がん治療放射線技師コース、がん薬物療法認定薬剤師コース、がん登録専門コース）を開設
- 2009年（平成21年）
  - 4月 - 福岡看護学部（看護学科）を開設。医療経営管理学科、医療福祉学科を統合し、医療福祉・マネジメント学科を開設。大学院薬科学研究科医療・生命薬科学専攻修士課程を開設。国際医療福祉大学塩谷病院を開院。国際医療福祉大学塩谷看護専門学校を開設
- 2010年（平成22年）
  - 4月 - 大学院薬科学研究科の医療・生命薬科学専攻修士課程の学生募集を停止。大学院薬科学研究科生命薬学専攻修士課程を開設
  - 10月 - 国際医療福祉大学那須セミナーハウス（研修・福利厚生施設）開設
- 2012年（平成24年）
  - 2月 - 国際医療福祉大学放射線防災研究センターを開設
  - 4月 - 大学院薬学研究科医療・生命薬学専攻博士課程を開設。大学院薬科学研究科医療・生命薬科学専攻修士課程を廃止
  - 8月 - 湯布院セミナーハウスアミティ湯布高原開設
- 2013年（平成25年）4月 - 福岡リハビリテーション学部を福岡保健医療学部に名称変更。福岡保健医療学部に医学検査学科を開設。大学院に文部科学省の「がんプロフェッショナル養成プラン」に基づく「がん先端医療に対する多職種連携重点コース（看護師、診療放射線技師、薬剤師）」を開設
- 2015年（平成27年）
  - 6月 - 大田原キャンパスに留学生別科を開設
- 2016年（平成28年）
  - 3月 - 小田原キャンパスに城内校舎が完成
  - 4月 - 成田看護学部（看護学科）、成田保健医療学部（理学療法学科、作業療法学科、言語聴覚学科、医学検査学科）を開設[1]
  - 10月 - 成田キャンパスに留学生別科を開設
- 2017年（平成29年）
  - 4月 - 成田キャンパスに医学部（医学科）を開設[2]
  - 9月 - 化学療法研究所附属病院を大学附属病院とし、国際医療福祉大学市川病院と改称
- 2018年（平成30年）4月 - 東京赤坂キャンパスを開設、赤坂心理・医療福祉マネジメント学部（心理学科、医療マネジメント学科）の新設とあわせ、大学院のキャンパスを青山より移転拡充。大学院医学研究科公衆衛生学専攻修士課程、医学専攻博士課程を開設
- 2019年（平成31年/令和元年）
  - 4月 - 留学生別科を開設
- 2020年（令和2年）
  - 3月 - 国際医療福祉大学成田病院を開院
  - 4月 - 福岡薬学部（薬学科、6年制）、成田保健医療学部（放射線・情報科学科）を開設。赤坂山王保育園開設[9]
  - 5月 - 赤坂山王メディカルセンターを開設
- 2021年（令和3年）
  - 4月 - 福岡看護学部（看護学科）を福岡国際医療福祉大学（兄弟法人である学校法人高木学園が運営）の福岡看護学部（看護学科）に移管し、看護学部（看護学科）と名称変更
  - 4月 - 臨床工学特別専攻科（1年制）を開設
- 2023年（令和5年）
  - 4月 - 福岡保健医療学部言語聴覚学科の2023年度以降の学生募集停止を行うと同時に、 大川キャンパス福岡保健医療学部に新たに看護学科を新設[10]。介護福祉特別専攻科を開設
- 2024年（令和6年）
  - 4月 - 成田キャンパスに成田薬学部薬学科を開設
- 2025年（令和7年）
  - 4月 - 大田原キャンパスの保健医療学部に医学検査学科を開設予定

## 基礎データ

### 所在地
- 大田原キャンパス（栃木県大田原市北金丸2600-1）
- 小田原キャンパス（本校舎：神奈川県小田原市城山1-2-25、城内校舎：神奈川県小田原市南町1-6-34）
- 福岡キャンパス（福岡県福岡市早良区百道浜1-7-4）2021年より大学院のみ
- 大川キャンパス（福岡県大川市大字榎津137-1）
- 成田キャンパス（千葉県成田市公津の杜4-3）
- 東京赤坂キャンパス（東京都港区赤坂4-1-26）
- 熱海キャンパス（静岡県熱海市東海岸町13-1 国際医療福祉大学熱海病院内）大学院のみ

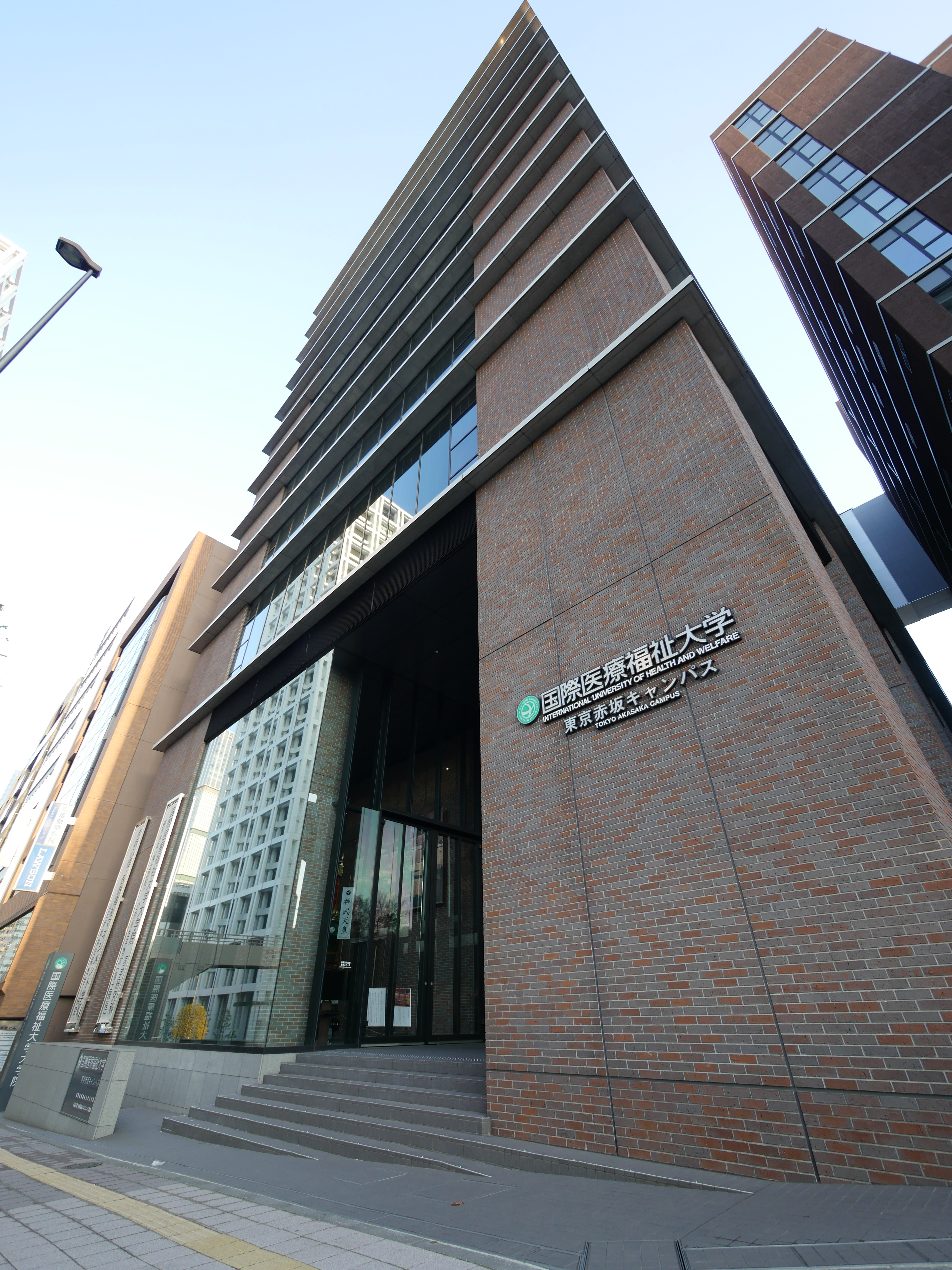
東京赤坂キャンパス

## 教育および研究

### 組織

#### 学部
- 保健医療学部
  - 看護学科
  - 理学療法学科
  - 作業療法学科
  - 言語聴覚学科
  - 視機能療法学科
  - 放射線・情報科学科
  - 医学検査学科（2025年4月開設予定）
- 医療福祉学部
  - 医療福祉・マネジメント学科
    - 社会福祉コース
    - 精神保健福祉コース
    - 介護福祉コース
    - 診療情報管理コース
    - 医療福祉マネジメントコース
- 薬学部
  - 薬学科
- 医学部
  - 医学科
- 成田看護学部
  - 看護学科
- 成田保健医療学部
  - 理学療法学科
  - 作業療法学科
  - 言語聴覚学科
  - 医学検査学科
  - 放射線・情報科学科
- 成田薬学部（2024年4月開設）
  - 薬学科
- 臨床工学特別専攻科（1年制）（2024年度以降、学生募集停止）
- 赤坂心理・医療福祉マネジメント学部
  - 心理学科
  - 医療マネジメント学科
- 小田原保健医療学部
  - 看護学科
  - 理学療法学科
  - 作業療法学科
- 福岡保健医療学部
  - 看護学科
  - 理学療法学科
  - 作業療法学科
  - 医学検査学科
  - 言語聴覚学科（2023年度以降、学生募集停止）
- 福岡薬学部
  - 薬学科

#### 大学院
- 医療福祉学研究科
  - 保健医療学専攻（修士課程・博士課程）
  - 医療福祉経営専攻（修士課程）
  - 臨床心理学専攻（修士課程）
- 薬科学研究科
  - 生命薬科学専攻（修士課程）
- 薬学研究科
  - 医療・生命薬学専攻（博士課程）
- 医学研究科
  - 医学専攻（博士課程）
  - 公衆衛生学専攻（専門職学位課程）

#### 別科
- 留学生別科

#### 附属機関

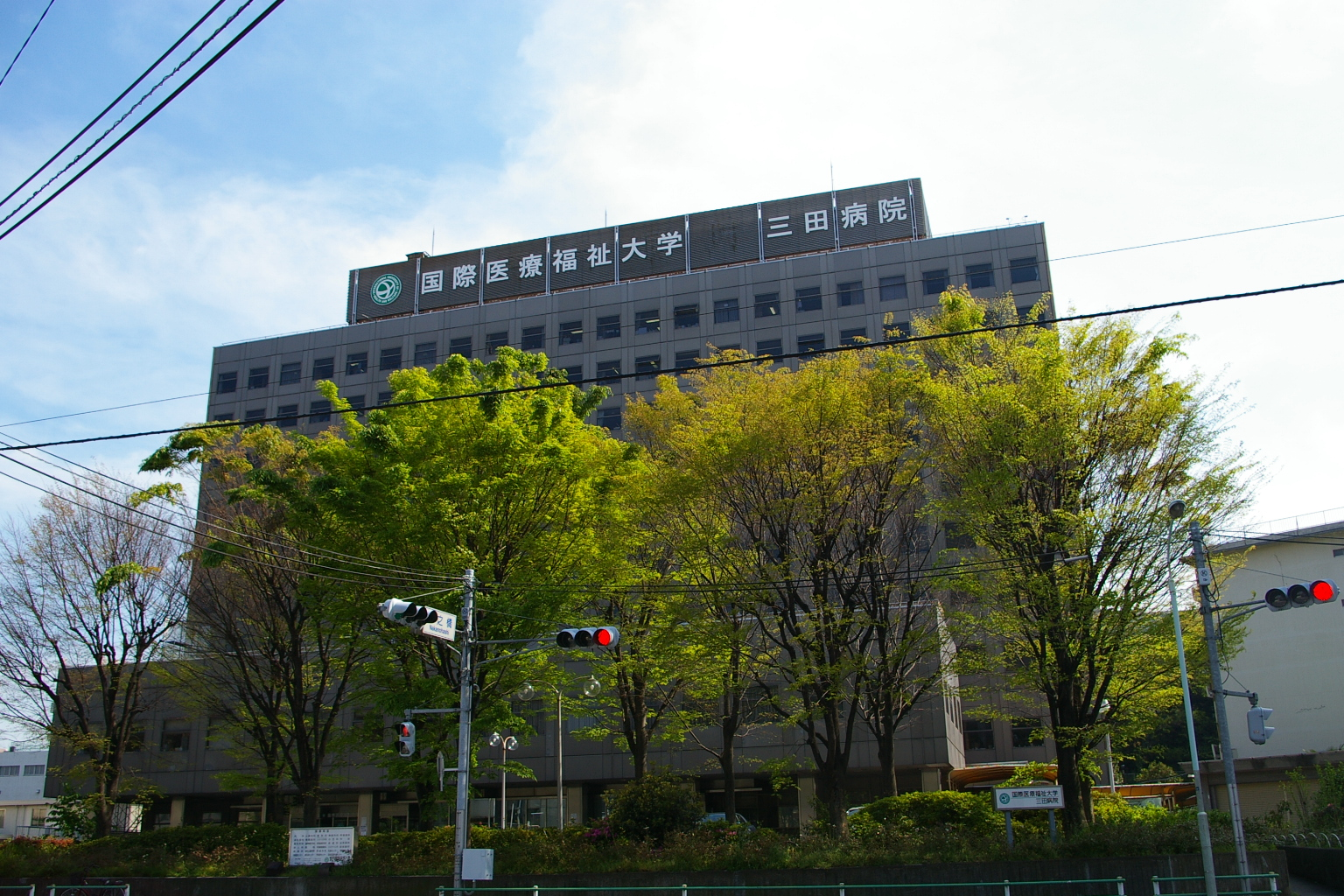
国際医療福祉大学三田病院

- 研究所
  - 国際医療福祉総合研究所（東京都港区）
  - 国際医療福祉大学ゲノム医学研究所
- 附属病院[注釈 3]
  - 国際医療福祉大学病院（栃木県那須塩原市）
  - 国際医療福祉大学クリニック（栃木県大田原市）
    - 健康管理センター
    - 言語聴覚センター

  - 国際医療福祉大学塩谷病院（栃木県矢板市）
  - 国際医療福祉大学成田病院（千葉県成田市）
  - 国際医療福祉大学市川病院（千葉県市川市）（2017年9月1日に化学療法研究所附属病院（化研病院）から名称変更）
  - 国際医療福祉大学三田病院（東京都港区）
  - 国際医療福祉大学熱海病院（静岡県熱海市）

## 大学関係者と組織

### 大学関係者一覧
- 国際医療福祉大学の人物一覧

## 施設

### キャンパス
現在のキャンパス
- 大田原キャンパス

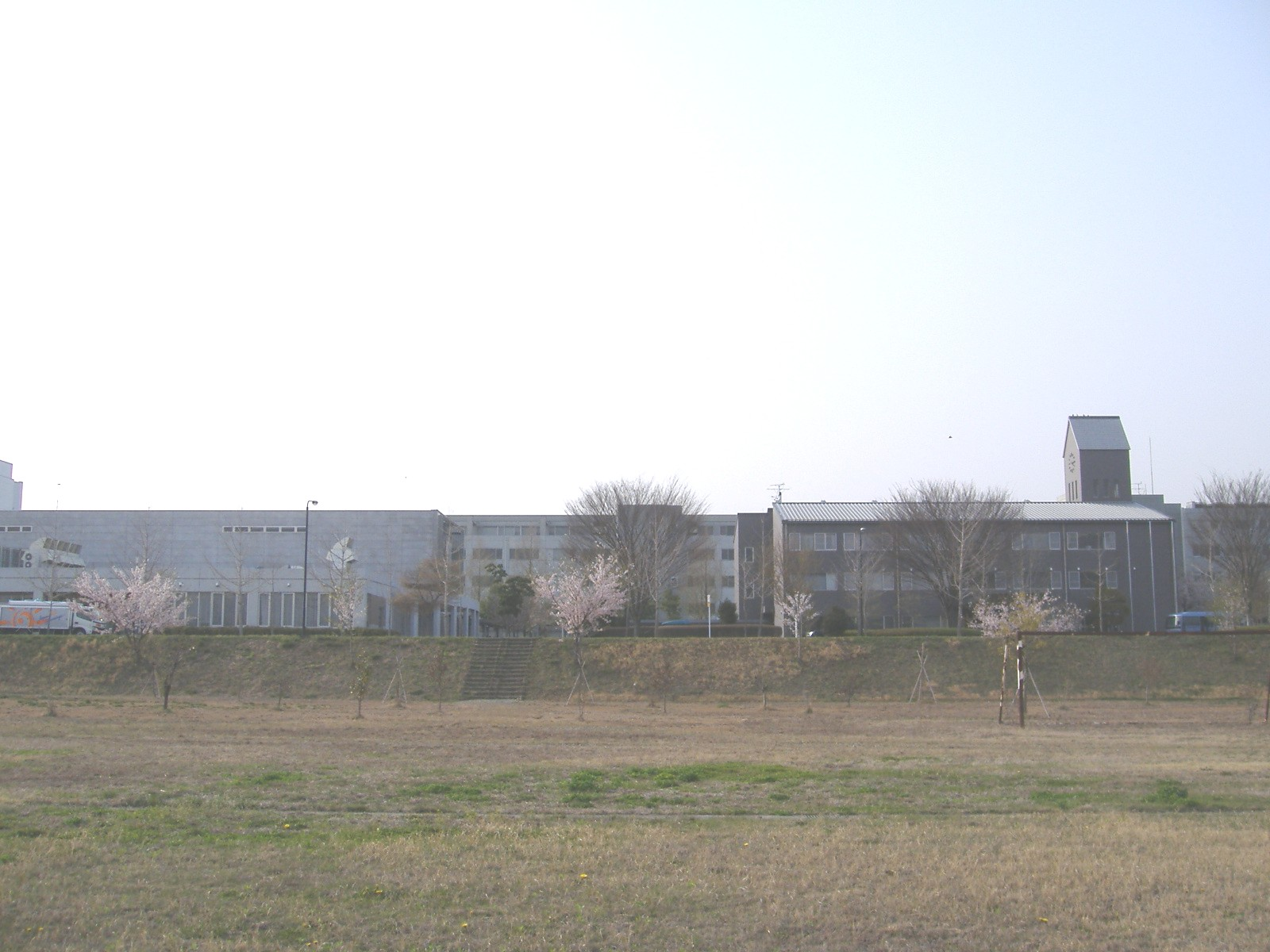
大田原キャンパス遠景

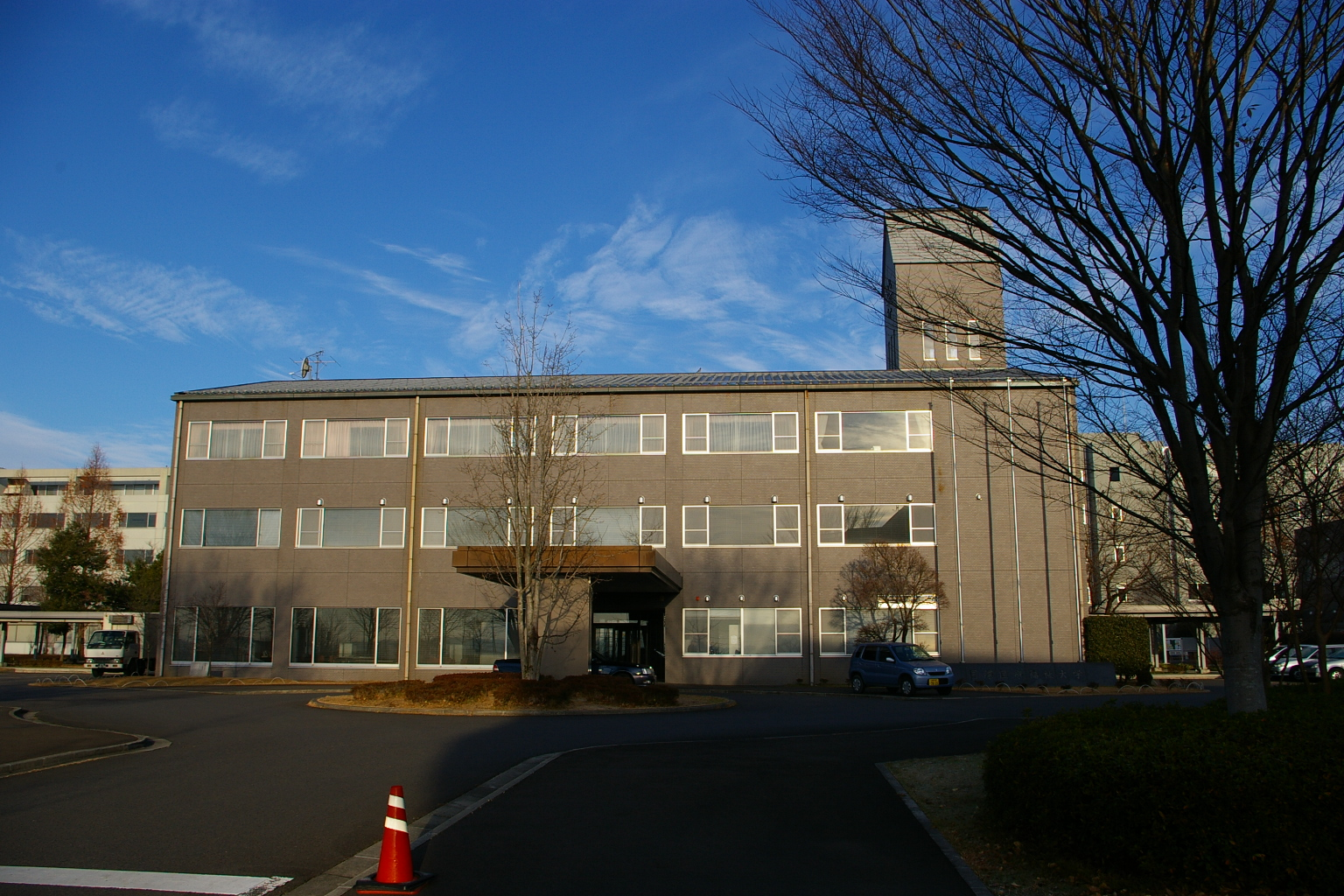
栃木県大田原キャンパス 管理棟

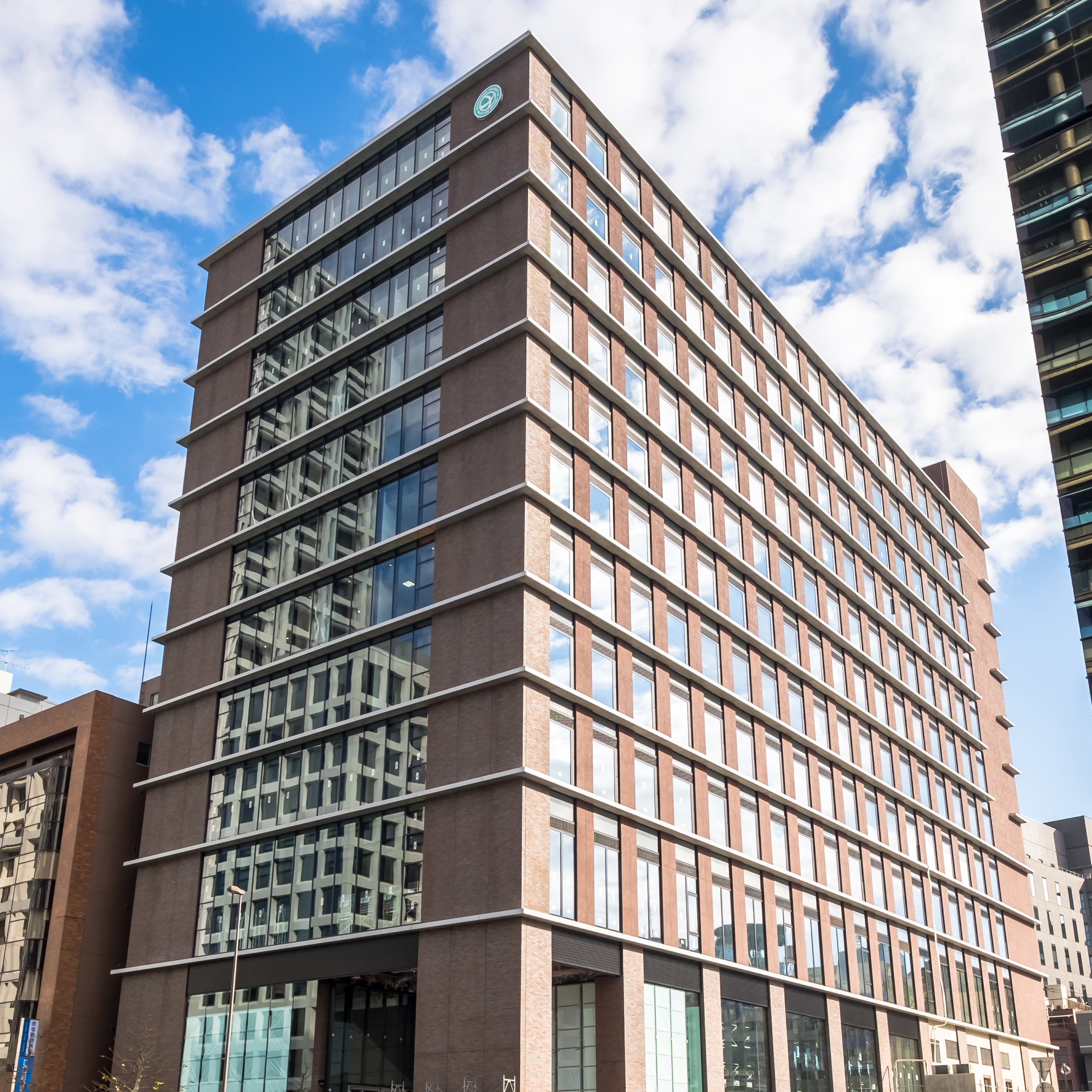
東京赤坂キャンパス

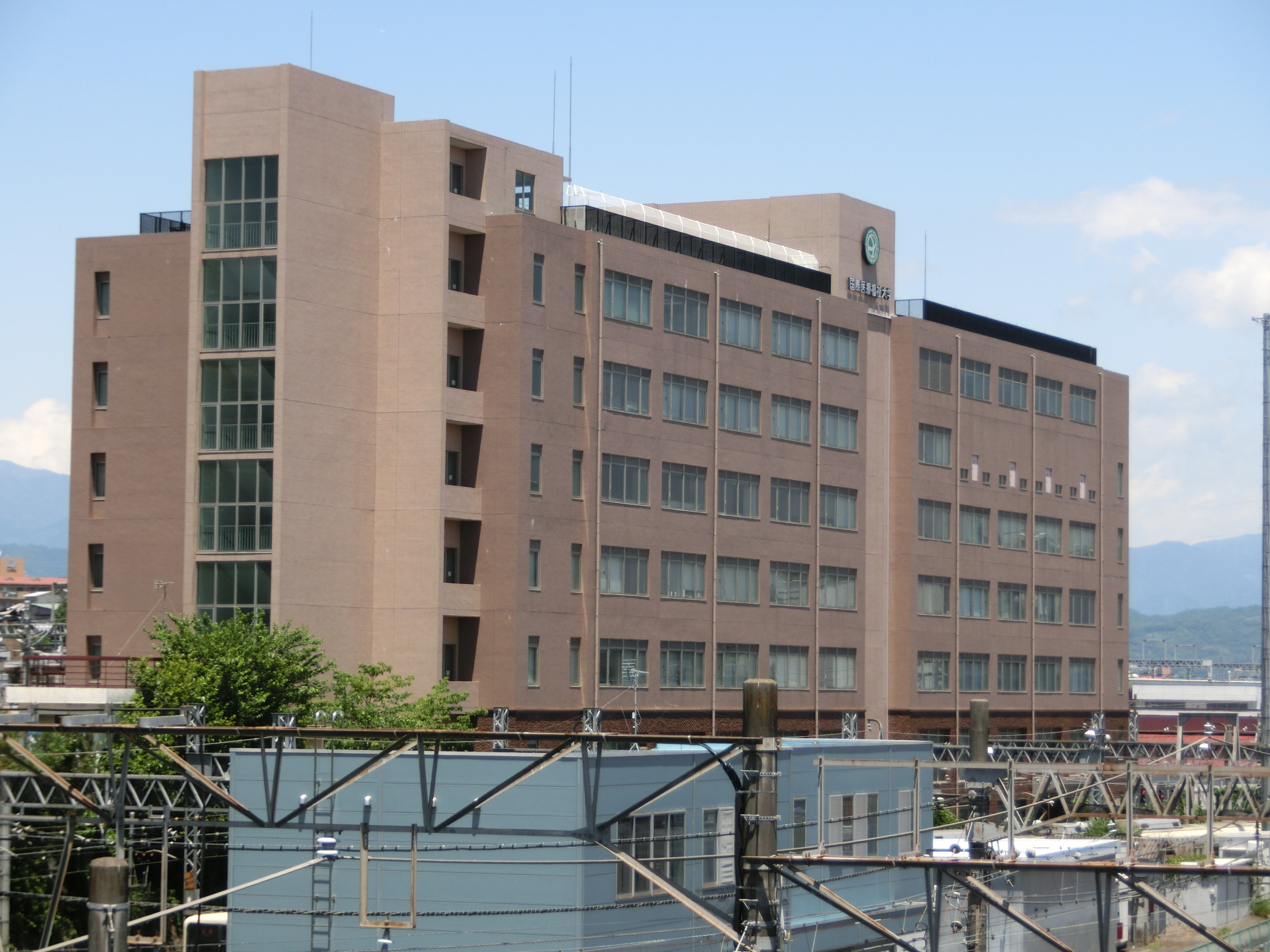
小田原キャンパス

  - 法人本部・保健医療学部・医療福祉学部・薬学部・大学院

- 小田原キャンパス
  - 小田原保健医療学部・大学院

- 大川キャンパス
  - 福岡保健医療学部・福岡薬学部・大学院

- 成田キャンパス
  - 成田看護学部・成田保健医療学部・成田薬学部・医学部・大学院

- 東京赤坂キャンパス
  - 赤坂心理・医療福祉マネジメント学部・大学院

以上のほか、大学院のみのキャンパスとして以下のキャンパスがあり、専攻・コース・分野・課程によっては以下のキャンパスでも授業を受講することができる。
- 熱海キャンパス
  - 大学院（国際医療福祉大学熱海病院内）

- 福岡キャンパス
  - 大学院（福岡国際医療福祉大学併設）

閉鎖されたキャンパス
- 天神キャンパス（福岡県福岡市中央区長浜1-3-1；旧・水城学園校舎）→2013年3月をもって本キャンパスの機能は福岡キャンパスの地に移転という形で閉鎖
- 熊本医療センター内 サテライトキャンパス（熊本県熊本市中央区二の丸　国立病院機構熊本医療センター内）→2012年3月をもって閉鎖
- 熊本リハビリテーション学院内サテライトキャンパス（熊本県熊本市東区小山　熊本リハビリテーション学院内）→2013年3月をもって閉鎖

## 対外関係

### 他大学との協定
- 放送大学学園と単位互換協定を結んでおり、放送大学で取得した単位を卒業に要する単位として認定することができる[広報 5]。
- この他に海外研修などで交流をしている大学や病院、研究所が複数存在する。

### 同一法人
- 国際医療福祉大学塩谷看護専門学校

### 関連施設・病院等
関連する他の法人による運営のものを含む
- 国際医療福祉大学介護老人保健施設マロニエ苑（国際医療福祉大学病院に隣接。栃木県那須塩原市）
- 国際医療福祉大学にしなすの総合在宅ケアセンター（国際医療福祉大学病院に隣接。栃木県那須塩原市）
- 特別養護老人ホーム「栃の実荘」（栃木県那須塩原市）
- 国際医療福祉リハビリテーションセンター（大田原キャンパス内に設置。栃木県大田原市）
- おおたわら総合在宅ケアセンター（大田原キャンパス内に設置。栃木県大田原市）
- 特別養護老人ホーム「おおたわら風花苑」（大田原キャンパス内に設置。栃木県大田原市）
- 情緒障害児短期治療施設「那須こどもの家」（大田原キャンパス内に設置。栃木県大田原市）
- 山王病院（東京都港区）
- 山王メディカルセンター（東京都港区）
- 赤坂山王メディカルセンター（東京都港区）
- グループホーム青山（東京都港区）
- 特別養護老人ホーム/障害者支援施設「新宿けやき園」（東京都新宿区）
- 高木病院（福岡県大川市）
- 柳川リハビリテーション病院（介護老人保健施設「水郷苑」に隣接、福岡県柳川市）
- みずま高邦会病院（福岡県三潴郡）
- 福岡山王病院（福岡県福岡市早良区）
- 介護老人保健施設「水郷苑」（柳川リハビリテーション病院に隣接、福岡県柳川市）
- 有明総合ケアセンター（福岡県柳川市）
- ケアサポートハウス大川（福岡県大川市）
- 総合ケアセンターももち（福岡山王病院と同敷地内、福岡県福岡市早良区）
- 重症心身障害児（者）施設「柳川療育センター」（福岡県柳川市）
- 軽費老人ホーム「おおかわケアハウス」（福岡県大川市）